# Baby by Me
Baby by Me è un brano musicale del rapper statunitense 50 Cent, estratto come primo singolo dall'album Before I Self Destruct.

## Il brano
Baby by Me, che figura la partecipazione del cantante R&B Ne-Yo, è stata prodotta da Polow Da Don e scritta da Ne-Yo e 50 Cent, ed è stato pubblicato il 10 settembre 2009 e contiene un campionamento del brano I Get Money dello stesso 50 Cent. Nella versione originale del brano presente nell'album, la parte cantata da Ne-Yo è interpretata da Jovan Dais.

## Il video
Il video musicale prodotto per Baby by Me è stato diretto dal regista Chris Robinson. Le parti in cui compare 50 Cent sono state filmate a New York, mentre quelle in cui compare Ne-Yo a Los Angeles. Nel video compare anche Kelly Rowland, nei panni dell'interesse sentimentale di 50 Cent.

## Tracce
Digital Single
1. Baby by Me (featuring Ne-Yo) - 3:33

US CD Single
1. Baby by Me (album version) (feat. Ne-Yo) - 3:33
2. Baby by Me (feat. Jovan Dais) - 3:34

UK CD Single
1. Baby by Me (clean version) (feat. Jovan Dais) - 3:32
2. Baby by Me (explicit version) (feat. Ne-Yo) - 3:35

UK Digital Single
1. Baby by Me (instrumental version) - 3:32
2. Baby by Me (music video) - 4:05

UK Remixes, Pt. 1 CD Single
1. Baby by Me (Digital Dog club remix) - 5:59
2. Baby by Me (Digital Dog radio remix) - 2:32
3. Baby by Me (Digital Dog dub remix) - 7:07

UK Remixes, Pt. 2 CD Single
1. Baby by Me (Max Sanna & Steve Pitron extended remix) (feat Ne-Yo) - 5:47
2. Baby by Me (Max Sanna & Steve Pitron radio remix) (feat Ne-Yo) - 3:38
3. Baby by Me (Digital Dog club remix) - 5:59
4. Baby by Me (Digital Dog radio remix) - 2:33

## Classifiche
| Classifica (2009)                    | Posizione più alta |
| ------------------------------------ | ------------------ |
| Australia                            | 24                 |
| Austria                              | 56                 |
| Canada                               | 53                 |
| Europa                               | 32                 |
| Francia                              | 33                 |
| Germania                             | 26                 |
| Irlanda                              | 27                 |
| Portogallo                           | 22                 |
| Svizzera                             | 43                 |
| Regno Unito                          | 9                  |
| Stati Uniti                          | 28                 |
| U.S. Billboard Hot R&B/Hip-Hop Songs | 7                  |
| U.S. Billboard Rap Songs             | 3                  |